# Tania Fuchs
Tania Fuchs (în idiș ‏טאַניאַ פֿוקס‎‏‎, în rusă Таня Фукс; n. 1896, Basarabia, Imperiul Rus – d. 4 decembrie 1950, Buenos Aires, Argentina) a fost o jurnalistă, scriitoare și personalitate publică din România interbelică, Polonia și Argentina, evreică basarabeană ca origine,  

## Biografie
S-a născut în târgul Briceni (acum oraș și centru raional din Republica Moldova) din ținutul Hotin, gubernia Basarabia a Imperiului Rus. Începând cu 1921 a studiat la Cernăuți, apoi la București, unde s-a alăturat vieții literare și a început să publice ca jurnalist în publicațiile periodice locale. A publicat, de asemenea, în revista idiș din Cernăuți, Literary Bleter („Foi literare”). După căsătorie, s-a stabilit în Polonia, la Lodz.
Cartea sa אַ װאַנדערונג איבער אָקופּירטע געביטן („Rătăcind prin teritorii ocupate”) a fost publicată în idiș de Consiliul Central al Evreilor Polonezi din Argentina în 1947 și tradusă în spaniolă în 1951. În această carte, autoarea descrie rătăcirea ei prin teritoriile invadate de germani, de la Lodz, unde a fost surprinsă de al doilea război mondial (1939) prin Przemysl și, în cele din urmă, la Liov, care devenise sovietic. La Liov s-a implicat în viața literară, s-a întâlnit cu scriitori evrei sovietici și a luat parte la organizarea unei noi reviste literare, numită Der Roiter Stern („Steaua roșie”), al cărei prim număr a fost publicat la 1 iunie 1941. La 10 iunie 1941, a plecat la Briceni pentru a-și vizita familia. După atacul german (22 iunie) asupra URSS, ea și familia ei au încercat să se refuigieze, însă, au fost capturați și deportați în ghetou. În același 1941, o parte din prizonierii ghetoului Cernăuți, inclusiv familia autoarei, au fost deportați în Transnistria.
După ce a fost eliberată din ghetou, a primit permisiunea de a părăsi URSS, și în 1946 s-a stabilit în Argentina.

## Lucrări
- אַ װאַנדערונג איבער אָקופּירטע געביטן („rătăcind prin teritorii ocupate”). Buenos Aires — Union Central Israelita Polaca en la Argentina, 1947. — 288 с.
- דאָקומענטן פֿון פֿאַרברעכענס און מאַרטירערשאַפֿט („documente de crime și victime”, cu Nella Rost, Mihl Borvici și Yosef Wolf). Montevideo: Federația idișilor polonezi din Urugauy, 1948. — 260 с.
- Tania Fuks. Peregrinacion Por Territorios Ocupados. Traducción directa del idisch por Elías Singer. Буэнос-Айрес, 1951. — 173 p.